# Droga krajowa B499 (Niemcy)
Droga krajowa 499 (niem. Bundesstraße 5499) – niemiecka droga krajowa przebiegająca na osi północ-południe i jest połączeniem drogi B70 w Neuenkirchen z drogą B54 w Steinfurcie w północnej Nadrenii Północnej-Westfalii.
Droga jest oznakowana jako B499 od 1 stycznia 1967 i przebiegała początkowo z pobliskiego Wettringen.